# Kiwaasa
Kiwaasa (auch: Chiuassa) ist eine Insel in Somalia. Sie gehört politisch zu Jubaland und geographisch zu den Bajuni-Inseln, einer Kette von Koralleninseln (Barriereinseln), welche sich von Kismaayo im Norden über 100 Kilometer bis zum Raas Kaambooni nahe der kenianischen Grenze erstreckt.

## Geographie
Die langgezogene, schmale Insel liegt vor der Küste zwischen Fuyuuma im Norden und Kiyaamwa im Süden.
Die Insel liegt ca. 1,5 km von der Küste entfernt und besteht nur aus einem schmalen Riffsaum.

## Klima
Als Klima herrscht heißes Steppenklima mit Monsuneinfluss.